# 辽宁省商务厅

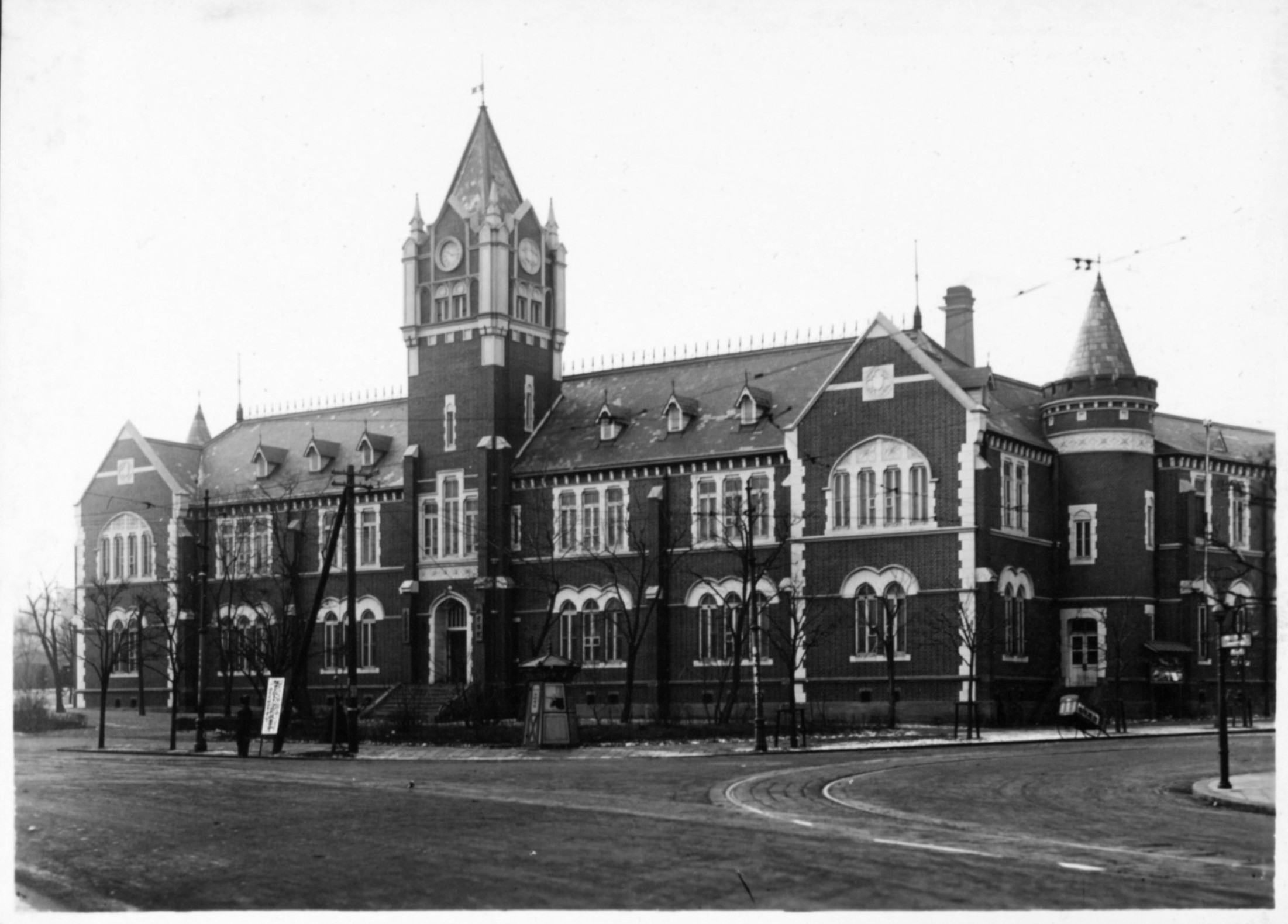
辽宁省商务厅对外经济合作处大楼原是日本人建立的大連警察署

辽宁省商务厅是中华人民共和国辽宁省人民政府负责管理辽宁省商务贸易、服务业和国际经济合作的组成部门。

## 沿革
2016年改革前，辽宁省对外贸易经济合作厅是中华人民共和国辽宁省人民政府负责管理辽宁省对外贸易和国际经济合作的组成部门。辽宁省服务业委员会是中华人民共和国辽宁省人民政府负责辽宁省服务业管理的组成部门。加挂辽宁省粮食局牌子。

2016年1月18日，辽宁省编办决定，整合内外贸管理职责，组建省商务厅，不再保留省服务业委和省外经贸厅。